# Chiesa di Sant'Agostino (Monte San Savino)
Il convento di Sant'Agostino (più noto come chiesa di Sant'Agostino) è il principale edificio religioso della città di Monte San Savino, in provincia di Arezzo e diocesi di Arezzo-Cortona-Sansepolcro. Il corpo originario fu costruito nel XIII secolo, ma raggiunse la sua forma attuale solo nel 1700.

## Storia
Quando gli agostiniani arrivarono a Monte San Savino sul finire del XIII secolo, essi costruirono il loro primo insediamento sul Colle di Castiglia, una delle due alture che costituiscono il paese. Sono ad inizio Trecento ebbe inizio la costruzione della Chiesa, danneggiata dall'assedio nel 1325, quando Guido Tarlati, vescovo di Arezzo, distrusse Monte San Savino.
Rimessa in piedi la Chiesa, nel 1327, fu intitolata ai Santi Jacopo e Cristoforo, già di pertinenza degli agostiniani. Il completamento dell'edificio venne portato a termine tra il 1343 e il 1346 grazie all'intervento di Agostino Tinacci, frate figlio della comunità savinese e già vescovo di Narni.
In poco tempo il nuovo edificio religioso entrò in contrasto con il luogo di culto più antico di Monte San Savino, la Pieve. I Pievani infatti pretendevano di continuare ad organizzare la processione del Corpus Domini, ma grazie ai nuovi benefattori che destinavano i loro lasciti al nascente convento, sempre più funzioni religiose furono amministrate dagli agostiniani. Solo nel 1504, con un trattato firmato da Antonio Di Monte, giurista Savinese, la disputa cessò, ma si trattò solo di una tregua temporanea.
Grazie alle ingenti entrate, i frati savinesi poterono, all'inizio del '500, stilare un nuovo progetto di ammodernamento della chiesa, seguendo i nuovi canoni rinascimentali e sfruttando il clima di rinnovamento politico, religioso e commerciale.
Nel 1530 fu presentato un nuovo progetto di ampliamento, che però non vide mai la sua attuazione. I frati, invece, nel 1576, grazie all'aumento delle entrate ampliarono ulteriormente l'edificio, rendendolo di dimensioni monumentali, andando a coprire una superficie che va, attualmente, dal vicolo dei Frati a vicolo San Giovanni.
La trasformazione più importante che invece riguarda solamente la chiesa risale al 1700: fu costruito un nuovo presbiterio (che parte da dove si imposta l'arco trionfale e termia con l'altare maggiore), il soffitto a capriate fu rialzato di circa due metri e furono aggiunti sei altari laterali in stucco di foggia barocca.
Non si conosce l'esatta data di trasferimento del titolo della chiesa a Sant'Agostino, poiché non esiste un documento ufficiale.

## Descrizione

### Esterno
A differenza di tutte le altre chiese agostiniane del territorio aretino, con facciate a capanne semplici, quella di Monte San Savino si differenzia per la sua maestosa facciata gotica di gusto umbro.
Il portone principale ligneo a formelle sovrastato da una lunetta, è incorniciato da colonnette tortili , che, andandosi ad incontrare al di sopra della centinatura della porta, formano un arco a sesto acuto. Il tutto è ulteriormente inserito in un altro arco a sesto acuto, decorato, nella ghiera, con motivi geometrici a quadri e cerchi, così da creare interessanti giochi di luce.
Al di sopra dell'entrata principale si inserisce l'oculo, esternamente decorato con motivi naturali (purtroppo oggi visibili solo in parte), nel quale si inserisce una vetrata del 1524, fusa nella bottega di Guillaume de Marcillat (forse da Maso Porro), nella quale è raffigurato Sant'Agostino in trono con due Angeli.
Originariamente il campanile si trovava nel retro dell'edificio, come testimonia un affresco dell'artista savinese Ulisse Giocchi nella stanza del silenzio, poi spostato lateralmente alla chiesa nel 1830.

### Interno
L'edificio è ad un'unica navata con altare laterali settecenteschi in stucco. La prima campata, che conserva due finestroni gotici, è coperta con capriate, mentre la seconda campata presenta una copertura con volte a crociera.
All'ingresso si trova un atrio loggiato, chiamato dal Vasari "tramezzo", costituito da tre arcate sorrette da colonne con capitelli ionici, realizzato da Andrea Sansovino intorno al 1525. Oggi si presenta sovrastato da un'altra loggia con funzione di coro aggiunta nel Settecento, coperta da volta a crociera e con timpano affrescato. La cantoria che si vede al centro, intagliata e dorata, è invece cinquecentesca, oggi mancante al di sopra dell'organo. In alto, nella finestra circolare, si vede la vetrata con Sant'Agostino tra Angeli, opera di monumentalità raffaellesca realizzata da Guillaume de Marcillat e dalla sua bottega nel 1524, anno in cui l'artista lavorava nell'aretino. Ai due lati del loggiato di ingresso, in controfacciata, si trovano due affreschi attribuiti a Giovanni D'Agnolo Di Balduccio, della scuola di Spinello Aretino: a destra l'Adorazione dei Magi, sovrastata dalla Presentazione al tempio di Gesù, datata 1408 nell'iscrizione che ricorda anche i committenti della famiglia Guidalotti; a sinistra troviamo invece la Crocifissione molto probabilmente coeva.
All'inizio della navata, appese una di fronte all'altra, sono due tele di Orazio Porta, collaboratore dell'aretino, con la Resurrezione, di influsso salviatesco, e la Pentecoste, entrambe documentate al 1581 e già affiancate alla pala dell'altare maggiore.
Lungo la parete destra della chiesa, un affresco tardo trecentesco ancora anonimo, ma di ambito spinelliano, raffigurante scene della vita di San Lorenzo. Sulla parete sinistra invece sono altri due affreschi, uno con la Trinità di ambito spinelliano ma di autore non identificato, l'altro di Paolo Schiavo con la Pietà e sotto i Santi Nicola da Tolentino, Ludovico di Tolosa, Giorgio, Jacopo e Monica, databile al 1439-40 circa anche per i riferimenti a Domenico Veneziano. Gli altari settecenteschi non conservano opere di pregio, eccetto il secondo a sinistra che ospita una statua lignea policroma di alta qualità rappresentante San Nicola da Tolentino, risalente al Seicento ma di autore ancora ignoto.
Nella terza campata è oggi collocato l'altare post-conciliare e a destra è appesa la Madonna in gloria con i Santi Savino, Antonio Abate, Girolamo e Sebastiano, dipinta da Domenico Pecori. 
Nel presbiterio, all'altare maggiore è la tavola di Giorgio Vasari raffigurante l'Assunzione della Vergine e i S.S. Agostino e Romualdo, firmata e datata 1539, commissionata l'anno precedente dal padre agostiniano Bartolomeo di Matteo Gratini. L'opera giovanile del pittore riprende lo schema dell'Assunta Passerini di Andrea del Sarto, allora ancora nella chiesa del Calcinaio di Cortona ed oggi alla Galleria Palatina di Firenze. La pala doveva essere completata da una predella di cui fanno parte forse due tavolette molto rovinate con il Battesimo di Sant'Agostino e il Martirio di San Bartolomeo, oggi nell'attigua chiesa di San Giovanni.
Nel 1581 si decise di affiancare alla pala del Vasari, in un unico complesso, le menzionate due tavole di Orazio Porta, oggi appese all'inizio della navata, mentre oggi ai lati della pala vasariana sono collocate altre due tavole dello stesso pittore, l'Adorazione dei Magi e la Natività. Entrambe le opere sono firmate e risalenti alla fine dell'ottavo decennio, o all'inizio del nono. Alla parete destra del presbiterio è un'interessante tela con l'Annunciazione, attribuita ad Ulisse Giocchi, mentre a quella sinistra è un'altra tela di Orazio Porta con la Vergine in gloria che incorona le Sante Lucia e Caterina d'Alessandria (1581 circa).